# 茲林Z-XII
茲林Z-XII是一款雙人單引擎運動飛機，採用木質機翼，是由捷克斯洛伐克的莫拉凡飛機製造公司所製造，是該公司首款成功的飛機。Z-26原型設計於1940年代，於1946年投產，用於取代舊式的教練機。Z-XII有兩款型原型機，於1935年完成，配上兩款不同的引擎，經過測試後決定採用Persy II引擎。Z-212是改良型，採用Walter Mikron引擎。Z-XII是一款成功的飛機，出口至多個國家。
茲林Z-212的生產是在納粹德國的監督下進行，納粹空軍曾營運少數Z-XII系列至1943年，約有20架由斯洛伐克營運。一架Z-212在二次大戰結束後被美國取得，後來用作遊覽機。另有一台茲林Z-XII在戰後生存且被拆解，但後來又重建，並以OK-ZJD註冊編號營運。
Z-XII和Z-212生產了約201架及58架（或說51架），另生產了Z-XII和Z-212的複製品。

## 型號
- Z-XII - 採用Persy II引擎
- Z-212 - 採用Walter Mikron引擎

## 使用者

### 民用
- 捷克斯洛伐克
- 埃及
- 法國
- 義大利
- 羅馬尼亞
- 南非
- 美国
- 南斯拉夫

### 軍用
- 斯洛伐克
- 德国
- 捷克斯洛伐克:

## 性能(Z-XII)
基本信息
- 机组：2 人

性能